# Меджидов, Руслан Илдырым оглы
Руслан Илдырым Оглы Меджидов (азерб. Ruslan İldırım oğlu Məcidov; 29 декабря 1997, Москва, Россия) — азербайджанский и российский спортсмен. Участник международных соревнований.. Чемпион кубка Евразии по Кудо (2024). 6-кратный чемпион России по Кудо. Чемпион Гран-при MMA Series до 105 кг. Серебряный призер кубка России по Универсальному бою (2022). Чемпион ПФО по Кудо (2017, 2022 гг). Серебряный призёр кубка России по Кудо (2018). Бронзовый призёр Чемпионата России по КУДО (2018). Бронзовый призёр Кубка России по КУДО (2017). Чемпион ПФО по Панкратиону (2021). Чемпион России по СБИ (ММА) (2021). Чемпион ПФО по универсальному бою (2022). Победитель Первенства России по КУДО (2013). Мастер спорта по КУДО.

## Биография
Руслан родился 29 декабря 1997 в Москве.

## Достижения
- Мастер спорта по КУДО
- Мастер спорта по Универсальному бою
- Чёрный пояс 1 дан по Кудо
- 5-кратный чемпион России по Кудо[5] (2023)
- Чемпион Гран-при MMA Series до 105 кг (2023)
- Чемпион ПФО по Кудо (2017), (2022 гг.)
- Серебряный призёр кубка России по Кудо(2018)
- Бронзовый призёр Чемпионата России по КУДО (2018)
- Бронзовый призёр Кубка России по КУДО (2017)
- Чемпион ПФО по Панкратиону (2021)
- Чемпион России по СБИ (ММА) (2021)
- Чемпион ПФО по универсальному бою (2022)
- Серебряный призер кубка России по Универсальному бою (2022)
- Победитель Первенства России по КУДО (2013)

## Статистика боёв
| Результат | Боец                | Мероприятие                                                           | Решение                                     | Раунд | Время |
| Победа    | Ilyas Khanov        | MMA Series 48 — Fight Riot Feb / 12 / 2022                            | KO                                          | 2     | 1:32  |
| Победа    | Alexey Sidorenko    | Nizhny Novgorod MMA Federation — MMA Russian Cup 2021 Oct / 03 / 2021 | Decision (Unanimous)Konstantin Kostopravov  | 3     | 5:00  |
| Поражение | Aleksander Podmarev | MMA Series 33 — Barvikha Luxury May / 29 / 2021                       | Decision (Unanimous)                        | 3     | 5:00  |
| Поражение | Kirill Kornilov     | MMA Series 21 — Krasnaya Polyana Nov / 21 / 2020                      | TKO                                         | 2     | 1:16  |
| Победа    | Nikabuguma Maldaev  | FMMAR — Night Fight Premio 2 Jun / 14 / 2019                          | TKO (Punches)                               | 3     | 2:09  |
| Победа    | Igor Repsh          | Mixfight Promotion Company «SOBI» — Ural Batyr May / 24 / 2019        | Submission (Armbar)Pavel Chukhutin          | 1     | 0:23  |
| Победа    | Vakhtang Khorguani  | GFC — Gorky Fighting Championship Apr / 20 / 2019                     | Submission (Armbar)                         | 1     | 0:46  |
| Победа    | Togrul Suleymanov   | GEFC — Khazar Selection Sep / 02 / 2017                               | Submission (Rear-Naked Choke)Vusal Bayramov |       |       |